# Сіпарая синьощока
Сіпарая синьощока (Aethopyga linaraborae) — вид горобцеподібних птахів родини нектаркових (Nectariniidae). Ендемік Філіппін. Оливкова сіпарая утворює надвид з оливковою сіпараєю (Aethopyga boltoni).

## Опис
Довжина самця становить 10,8 см, самиці 10,2 см; вага самця становить 5,7-8,7 г, самиці 6-7 г.

## Поширення й екологія
Синьощокі сіпараї є ендеміками філіппінського острова Мінданао, мешкають в провінціях Північне і Східне Давао. Живуть в хмарних лісах на висоті 970-2000 м над рівнем моря і вище. синьощокі сіпараї живуть на висоті 5-8 м над землею.

## Збереження
МСОП вважає стан збереження синьощоких сіпарай близьким до загрозливого через обмежений ареал птахів. Однак в межах свого ареалу це досить поширений птах.